# Tarquinius Superbus
Lucius Tarquinius Superbus (neznámo – 495 př. n. l.) měl dle tradice být asi od roku 535 do roku 510/509 př. n. l. posledním římským králem, čímž skončilo období známo jako Římské království a byla nastolena Římská republika. Dle římských historiků se dostal na trůn pomocí vraždy svého předchůdce Servia Tullia. Římský historik Livius tvrdí, že T. Superbus měl být synem pátého krále, který se jmenoval Tarquinius Priscus. Na rozdíl od S. Tullia měl být stejně jako jeho (údajný) otec etruského původu.

## Život
Podobně jako o ostatních římských králích toho není o něm příliš známo, anebo je to založeno jen na legendách či příbězích, které stavěly na jeho nepopularitě. Dle římských historiků například od počátku vlády rušil různé zákony a nahrazoval je svými. Také se měl obklopovat oblíbenci místo lidí, kteří by si to skutečně zasloužili. Zároveň však mohla za jeho vlády být dokončena stavba Jupiterova chrámu či pokračoval ve výstavbě Velké stoky (Cloaca maxima).
Jeho vláda měla skončit roku kolem 510 př. n. l. anebo 509 př. n. l. vyhnáním z města Řím. Záminkou pro vypuzení neoblíbeného krále mělo být, že jeho syn Sextus Tarquinius údajně zneuctil Lukrécii, ženu římského šlechtice Tarquinia Collatina, která pak spáchala sebevraždu. Zneuctění Lukrécie a její smrt se postupem času stala významným uměleckým námětem. Titus Livius píše, že k aktu došlo během králova válečného tažení proti městu Ardea. Po králově vyhnání byla ustanovena Římská republika a do čela se mohli dostat první dva konzulové L. Iunius Brutus a L. Tarquinius Collatinus. Královské kompetence byly převedeny na jiné úřady a titul již neměl být nikdy použit ve své plné autoritě. Některé z pravomocí přebrali nastupující konzulové. Ty náboženské připadly člověku s funkcí tzv. „Rex sacrorum“. Konzulové, na rozdíl od králů, měli být vždy dva (alespoň tomu tak bylo dle pozdější tradice), aby se mohli kontrolovat a aby nedisponovali tak velkou mocí, jakou měl v minulosti král. „Rex sacrorum“ měl náboženské pravomoci, kterými původně disponoval král, ale další kompetence již neměl. Královský („rex“) titul se tedy udržel jen ve jméně titulu samotného. Rozdělení pravomocí mezi více úřadů mělo zamezit větší kumulaci moci. Samovláda se neměla již nikdy opakovat. 
T. Superbus údajně uprchl z Říma pryč a následně se snad několikrát pokusil o znovunastolení vlády, nikdy však neuspěl. Ohledně jeho konce existuje několik verzí. Velmi častá verze tvrdí, že Lars Porsenna, vládce města Clusia, mu měl pomoci zkusit se dostat zpět na královský trůn. Některé dokonce tvrdí, že se jim to dočasně povedlo. Na druhou stranu existují i teorie, které tvrdí, že Porsenna, místo toho, aby Superbovi pomohl, usiloval o zisk trůnu sám. Mohlo se mu teoreticky i povést Řím ovládnout, anebo vládu přenechal někomu třetímu, ale i pokud tomu tak bylo, pak u moci vydržel jen velmi omezenou dobu. V každém případě není zcela jasné, kdo nakonec byl skutečným „posledním“ římským králem.
Ačkoliv byl vyhnaný král etruského původu, Etruskové mohli nadále v Římě žít a působit. Někteří Etruskové se dokonce později měli stát konzuly. Sice není stále zcela známo, jakou roli Etruskové hráli u založení samotného města, ale je poměrně jisté, že za vlády posledního krále musel být Řím minimálně částečně etruským městem. Porovnání s etruskými městy z hlediska kultu, institucí či materiální kultury jasně ukazuje, že etruský vliv zde byl i nadále. To však neznamená, že Etruskové museli Řím ovládat. Neexistují důkazy o tom, že by Tarquiniovci (Tarquinius Priscus a T. Superbus) řídili město pouze v souladu zájmů Etrusků.
Římskými historiky byl Tarquinius Superbus vykreslován značně negativně, konec konců přídomek „Superbus“ znamená česky zpupný. Problémem je, že informace jsou čerpány z děl historiků, kteří ale žili až několik století po T. Superbovi. Například historik Titus Livius se narodil až v prvním století před Kristem. Valná většina historiků byla jeho současníky, případně žila v podobné době. Je tedy otázkou, do jaké míry byly jejich informace přesné, případně do jaké míry si je upravovali. Je evidentní, že římští historici píšící v době republiky (či raného císařství, které se nadále tvářilo jako pokračování republiky) vycházeli z pozdější „proti-královské“ tradice, což mohlo jejich psaní ovlivnit. Ani přesný letopočet vyhnání Tarquinia Superba nemusí být stoprocentní. Roku 510 totiž došlo v Athénám k vyhnání příbuzných tyrana Peisistrata a tento letopočet se mohl stát inspirací pro vyhnání posledního římského krále. Konec konců přechod mezi řeckým reformátorem Solonem a řeckými „tyrany“ (ve významu samovládce) Peisistratovci je nápadně podobný přechodu mezi předposledním římským králem a známým reformátorem Serviem Tulliem a údajně posledním králem Tarquiniem Superbem. Nicméně moderní výzkum však ukazuje, že by rok sesazení posledního krále mohl být relativně správný. Soupisy konzulů by odpovídaly tomu, že k pádu monarchie došlo nejspíše někdy ke konci 6. století před naším letopočtem.